# Vahagnadzor
Vahagnadzor (en arménien Վահագնաձոր ) est une communauté rurale du marz de Lorri en Arménie. En 2008, elle compte 256 habitants.